# Alma Mater Europaea - Evropski center Maribor
Univerza Alma Mater Europaea  (angleško Alma Mater Europaea University) je samostojna visokošolska institucija, ustanovljena leta 2008 s sedežem v Mariboru in študijskimi centri v Ljubljani, Murski Soboti in Kopru. Od leta 2011 deluje pod patronatom Alma Mater Europaea iz Salzburga, univerze, ki jo je ustanovila Evropska akademija znanosti in umetnosti. Alma Mater Europaea v Mariboru združuje dva samostojne zavoda, in sicer: Alma Mater Europaea – ECM in Alma Mater Europaea –Institutum Studiorum Humanitatis.
Univerza Alma Mater Europaea ima preko 1.100 domačih študentk in študentov ter 250 tujih študentk in študentov, ki študirajo fizioterapijo, zdravstvene vede, management, socialno gerontologijo, humanistiko, arhivistiko in ekoremediacije. Alma Mater Europaea – ECM izvaja izredni študij na dodiplomski, magistrski in doktorski ravni. Vsi študijski programi so akreditirani s strani Nacionalne Agencije RS za kakovost v visokem šolstvu. 
Je edini samostojni slovenski visokošolski zavod, ki študentom zdravstvenih smeri omogoča usposabljanje v tujini.